# Eugryllina
Eugryllina är ett släkte av insekter. Eugryllina ingår i familjen syrsor.
Kladogram enligt Catalogue of Life:
| Eugryllina | \| \| Eugryllina acanthoptera \| \| \| \| \| \| Eugryllina veraguae \| \| \| \| |
|            | \| \| Eugryllina acanthoptera \| \| \| \| \| \| Eugryllina veraguae \| \| \| \| |
|            | Eugryllina acanthoptera                                                         |
|            |                                                                                 |
|            | Eugryllina veraguae                                                             |
|            |                                                                                 |